# Bomlitz

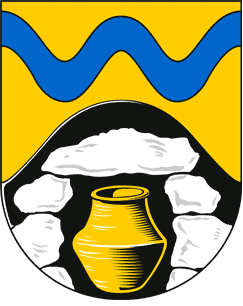
Bomlitz vapen.

Bomlitz är en Gemeinde i Landkreis Heidekreis i det tyska förbundslandet Niedersachsen. Bomlitz hade 6 934 invånare år 2012.

## Ortsteile
Bomlitz har åtta Ortsteile: Ahrsen, Westerharl (efter 1952 Benefeld), Bomlitz, Bommelsen, Borg mit Cordingen, Jarlingen, Kroge mit Klein Harl och Uetzingen mit Elferdingen und Wenzingen.